# متنوعة مجرورية
متنوعة مجرورية (الاسم العلمي: Variovorax defluvii) هي نوع من البكتيريا، سلبية الغرام، تتبع جنس الملتهمة متغيرة.